# Александрополь (Луганская область)
Александро́поль (укр. Олександро́піль) — село, относится к Белокуракинскому району Луганской области Украины.
Население по переписи 2001 года составляло 463 человека. Почтовый индекс — 92220. Телефонный код — 6462. Занимает площадь 4,596 км². Код КОАТУУ — 4420981001.

## Местный совет
92220, Луганська обл., Білокуракинський р-н, с. Олександропіль  (укр.)